# Animal Kingdom (pel·lícula)
 Animal Kingdom és una pel·lícula policíaca australiana escrita i dirigida per David Michôd, estrenada el 2010.
El guió de David Michôd és inspirat en la història verdadera d'una família criminal de Melbourne en els anys 80, els Pentigill.
La pel·lícula ha guanyat tots els premis principals a Austràlia (millor pel·lícula, director, guió, actriu, actor, paper secundari) i ha obtingut una nominació en els Oscars (Oscar a la millor actriu secundària per a Jacki Weaver).

## Argument
Quan la seva mare mor d'una sobredosi, Joshua demana l'ajuda a la seva àvia Janine per a l'organització de l'enterrament. No li ha parlat des de fa molt de temps, des que ella i la seva mare s'han enfadat. No obstant això, Janine accepta i el convida a tornar a viure a casa seva. Janine és la matriarca d'una família de Melbourne.
Quan Joshua torna a viure amb la seva família, aquesta està sota pressió. La policia ha decidit vigilar dia i nit els principals criminals de la ciutat, i fins i tot d'eliminar-los. «Popa», l'oncle més violent de Joshua, és el més buscat per la policia. Tem per a la seva vida, i per amagar-se, ja no viu més a casa familiar. Un dia, «Baz», l'oncle més estable de Joshua, és assassinat, tot i que pensava que només «Popa» estava amenaçat. L'eliminació de Baz resultarà ser una mala notícia per a la família. Baz era en efecte l'únic que sabia controlar Pope. Pope torna a la casa familiar i entrena l'oncle més jove de Joshua per una venjança. Aquesta es tradueix en l'assassinat de dos policies. Furiosa, la policia intenta llavors obtenir els favors d'un testimoniatge de Joshua. És el comportament desequilibrat, ultraviolent i sense cap raó cap de Popa que l'empeny a acceptar. Al «regne dels animals», el de la seva casa familiar, Joshua ja no és protegit. Quan Janine s'assabenta del canvi de bàndol de Joshua, decideix eliminar-lo.

## Repartiment
- James Frecheville: Joshua «J» Cody
- Jacki Weaver: Janine «Smurf» Cody, l'àvia de Josh
- Ben Mendelsohn: Andrew «Pope» Cody
- Guy Pearce: Detectiu Senior Sgt Nathan Leckie
- Laura Wheelwright: Nicky Henry, la promesa de Josh
- Luke Ford: Darren Cody, l'oncle de Josh (dos anys més que Josh)
- Dan Wyllie: Ezra White, l'advocat des Cody
- Joel Edgerton: Barry «Baz» Brown
- Sullivan Stapleton: Craig Cody
- Clayton Jacobson: Gus Emery, el sogre de Nicky
- Susan Prior: Alicia Henry, la mare de Nicky
- Anna Lise Phillips: Justine Hopper, l'advocada de Josh
- Justin Rosniak: Detectiu Randall Roache, el policia policia corrupte d'estupefaents
- Mirrah Foulkes: Catherine Brown, la dona de «Baz»
- Andy McPhee: Richard Collis
- Christina Azucena: Dacinta Collis
- David Michôd: un periodista

## Premis i nominacions

### Premis
- 2011. Festival Internacional de cinema de Beaune: Premi de la crítica exaequo.

### Nominacions
- 2011. Oscar a la millor actriu secundària per Jacki Weaver
- 2011. Globus d'Or a la millor actriu secundària per Jacki Weaver